# Haramaya
Alemaya ou Haramaya (ge'ez : ዓለማያ ou oromo : Haramaya) est une ville de l'est de l'Éthiopie, située dans la zone Misraq Hararghe de la région Oromia. Proche de Harar, elle est la principale ville de la zone Misraq Hararghe et le chef-lieu du woreda Haro Maya.

## Nom
Le nom oromo de la ville est « Haramaya » mais elle est souvent désignée dans les sources par d'autres transcriptions telles que Haromaya, Alamaya, Alemaya ou Alem Maya[réf. souhaitée].

## Situation
Située entre Harar et Dire Dawa, elle est au bord du lac Alemaya, un lac saisonnier qui accueille une population importante de flamants roses, ainsi que de nombreuses autres espèces d'oiseaux.

## Une ville universitaire
Alemaya abrite l'université d'Haramaya (anciennement « Université d'Alemaya »), qui était à l'origine un institut technique d'agriculture, associé à l'université d'État de l'Oklahoma. Bien que les enseignements y aient débuté le 5 novembre 1956, l'université a été officiellement inaugurée par l'empereur Hailé Selassié le 16 janvier 1958. 
En 1967, Alemaya fut reliée au téléphone.